# Campionati mondiali di short track 1996
I Campionati mondiali di short track 1996 sono stati la 21ª edizione della competizione organizzata dalla International Skating Union. Si sono svolti dal 1º al 3 marzo 1996 a L'Aia, nei Paesi Bassi.

## Podi

### Donne
| Evento              | Oro                                                                    | Tempo    | Argento                                                 | Tempo    | Bronzo                                                                          | Tempo    |
| Classifica generale | Chun Lee-kyung Corea del Sud                                           | 11 punti | Won Hye-gyeong Corea del Sud                            | 9 punti  | Isabelle Charest Canada                                                         | 7 punti  |
| 500 m               | Isabelle Charest Canada                                                | 45.650   | Annie Perreault Canada                                  | 46.015   | Marinella Canclini Italia                                                       | 46.181   |
| 1000 m              | Marinella Canclini Italia                                              | 1:39.656 | Chun Lee-kyung Corea del Sud                            | 1:39.858 | Isabelle Charest Canada                                                         | 1:39.995 |
| 1500 m              | Chun Lee-kyung Corea del Sud                                           | 2:35.494 | Won Hye-gyeong Corea del Sud                            | 2:35.506 | Sun Dandan Cina                                                                 | 2:37.286 |
| 3000 m              | Won Hye-gyeong Corea del Sud                                           | 5:23.666 | Chun Lee-kyung Corea del Sud                            | 5:34.939 | Sun Dandan Cina                                                                 | 5:40.709 |
| Staffetta 3000 m    | Italia Marinella Canclini Katia Colturi Mara Urbani Barbara Baldissera | 4:21.494 | Cina Chunlu Wang Yang Yang (S) Yang Yang (A) Dandan Sun | 4:22.067 | Stati Uniti Amy Peterson Erin Porter Julie Goskowicz Karen Cashman Erin Gleason | 4:27.128 |

### Uomini
| Evento              | Oro                                                                      | Tempo    | Argento                                                                              | Tempo    | Bronzo                                                            | Tempo    |
| Classifica generale | Marc Gagnon Canada                                                       | 11 punti | Chae Ji-hoon Corea del Sud                                                           | 9 punti  | Orazio Fagone Italia                                              | 5 punti  |
| 500 m               | Orazio Fagone Italia                                                     | 43.071   | Mirko Vuillermin Italia                                                              | 43.252   | Frédéric Blackburn Canada                                         | 43.603   |
| 1000 m              | Li Jiajun Cina                                                           | 1:32.028 | Marc Gagnon Canada                                                                   | 1:32.107 | Chae Ji-hoon Corea del Sud                                        | 1:32.143 |
| 1500 m              | Marc Gagnon Canada                                                       | 2:18.160 | Nicky Gooch Gran Bretagna                                                            | 2:18.291 | Chae Ji-hoon Corea del Sud                                        | 2:18.491 |
| 3000 m              | Chae Ji-hoon Corea del Sud                                               | 5:00.557 | Marc Gagnon Canada                                                                   | 5:01.046 | Mirko Vuillermin Italia                                           | 5:01.078 |
| Staffetta 5000 m    | Italia Michele Antonioli Orazio Fagone Maurizio Carnino Mirko Vuillermin | 7:04.914 | Canada Marc Gagnon Frédéric Blackburn Bryce Holbech François Drolet Derrick Campbell | 7:05.133 | Corea del Sud Chae Ji-hoon Kim Sun-tae Kim Dong-sung Lee Sang-jun | 7:07.598 |

## Medagliere
| Pos.   | Paese         | Oro | Argento | Bronzo | Totale |
| ------ | ------------- | --- | ------- | ------ | ------ |
| 1      | Corea del Sud | 4   | 5       | 3      | 12     |
| 2      | Italia        | 4   | 1       | 3      | 8      |
| 3      | Canada        | 3   | 4       | 3      | 10     |
| 4      | Cina          | 1   | 1       | 2      | 4      |
| 5      | Gran Bretagna | 0   | 1       | 0      | 1      |
| 6      | Stati Uniti   | 0   | 0       | 1      | 1      |
| Totale | Totale        | 12  | 12      | 12     | 36     |